# Chantier naval Iantar
Le chantier naval Iantar (russe : Прибалтийский судостроительный завод «Янтарь») est une entreprise russe de construction navale basée à Kaliningrad, en Russie.
Ce chantier construit des navires militaires, y compris des engins anti-sous-marins et de patrouille, ainsi que des navires civils tels que des chalutiers de pêche et des senneurs. Il fait partie de la United Shipbuilding Corporation. Avant 1945, c'était l'unité de Königsberg de la société allemande de construction navale Schichau-Werke.
Les installations du chantier naval lui permettent de construire des navires jusqu'à 20 000 tonnes DWT. Entre 1945 et 2010, plus de 100 grands et 400 petits navires civils ont été construits.
Au début des années 2010, le chantier naval lance une série de projets 11356 pour la marine indienne. La frégate de tête sous le nom d’Amiral Grigorovitch est mise sur cale à la mi-décembre 2010 et est lancée le 14 mars 2014. En 2014, un total de six navires (dont l'Amiral Essen, l'Amiral Makarov, l’Amiral Boutakov, l’Amiral Istomine et l’Amiral Kornilov) rejoindront tous la flotte de la mer Noire à leur mise en service. L’Amiral Boutikov (numéro de série 01360) est lancé le 2 mars 2016. L’Amiral Istomine (numéro de série 01361) et l'Amiral Kornilov (numéro de série 01362) sont lancés au 2H2017, « principalement pour faire de la place dans les cales sèches de construction », mais ne disposent pas encore de superstructures et les coques sont incomplètes. La construction du deuxième groupe de trois frégates est suspendue en 2017 par la marine russe en raison de l'absence des centrales électriques à turbine à gaz, initialement commandées à un fournisseur ukrainien. Bien que l'État russe United Shipbuilding Corporation ait déclaré en 2015 que les frégates seront équipées de moteurs de fabrication russe, la Russie n'a pas été en mesure de les fournir à temps.